# (6183) Viscome
(6183) Viscome – planetoida z grupy przecinających orbitę Marsa okrążająca Słońce w ciągu 3,5 lat w średniej odległości 2,31 j.a. Odkrył ją Carolyn Shoemaker 26 września 1987 roku w Obserwatorium Palomar. Nazwa planetoidy pochodzi od George’a R. Viscome’a (ur. 1956) – amerykańskiego astronoma amatora.